# Viana do Bolo
Viana do Bolo – gmina w Hiszpanii, w prowincji Ourense, w Galicji, o powierzchni 270,41 km². W 2011 roku gmina liczyła 3180 mieszkańców.